# Effectifs de la Coupe du monde féminine de basket-ball 2022
Voici la liste des Effectifs de la Coupe du monde féminine de basket-ball 2022 pour chacune des douze équipes participant à la Coupe du monde féminine de basket-ball 2022, qui se tiendra en Australie du 22 septembre au 1er octobre 2022. Chaque équipe sélectionnera une équipe de 12 joueurs pour le tournoi.

## Groupe A

### États-Unis
La liste a été annoncée le 19 septembre 2022.

### Belgique
Une liste de onze joueurs a été annoncée le 4 septembre 2022, la dernière place étant pourvue le 19 septembre,.

### Corée du Sud
La liste a été annoncée le 24 août 2022

### Porto Rico
La liste a été annoncée le 21 septembre 2022

### Bosnie-Herzégovine
La liste a été annoncée le 21 septembre 2022.

## Groupe B

### Australie
La liste a été annoncée le 10 août 2022.

### Canada
La liste a été annoncée le 19 septembre 2022,.